# Васючков, Максим Владимирович
Макси́м Влади́мирович Васючко́в (род. 24 апреля 1977) — российский хоккеист, игравший в клубах Межнациональной хоккейной лиги и российской Суперлиги.

## Биография
Воспитанник хоккейной школы электростальского «Кристалла», в котором дебютировал в 1994 году в Межнациональной хоккейной лиге и который представлял до 1999 года (большую часть первого сезона участвовал в Открытом чемпионате России в составе клуба из расположенного рядом города Электроугли «Керамик»). В сезоне 1998/99 «Кристалл» покинул Суперлигу, в то же время он принял участие в американском турне по приглашению Западной профессиональной хоккейной лиги (WPHL), базировавшейся в южных штатах, организованном для популяризации хоккея на юге (результаты игр шли в зачёт регулярного чемпионата WPHL).
Перед сезоном 1999/2000 перешёл в выступавший в Суперлиге нижнекамский «Нефтехимик», по окончании сезона — в московский «Спартак», игравший в высшей лиге, но за год квалифицировавшийся в Суперлигу с сезона 2001/02. В следующем сезоне (2002/03) представлял ещё один клуб Суперлиги — челябинский «Мечел», а также его второй состав, игравший в первой лиге. По итогам сезона «Мечел» покинул высший дивизион, и сезон 2003/04 Васючков, кроме него, играл в ижевской «Ижстали». Пропустив игровой год, в сезоне 2005/06 завершил карьеру в клубах высшей лиги «Олимпия» из Кирово-Чепецка и «Динамо-Энергия» из Екатеринбурга.